# نشان ستاره سرخ
نشان ستاره سرخ (روسی: Орден Красной Звезды) یک نشان نظامی در اتحاد جماهیر شوروی سوسیالیستی بود. این نشان با فرمان هیئت رئیسه شورای عالی اتحاد جماهیر شوروی سوسیالیستی در ۶ آوریل ۱۹۳۰، ایجاد شد، اما اساسنامه آن تنها در فرمان هیئت رئیسه شورای عالی اتحاد جماهیر شوروی سوسیالیستی در ۵ مه ۱۹۳۰، تعریف شد.

## نگارخانه

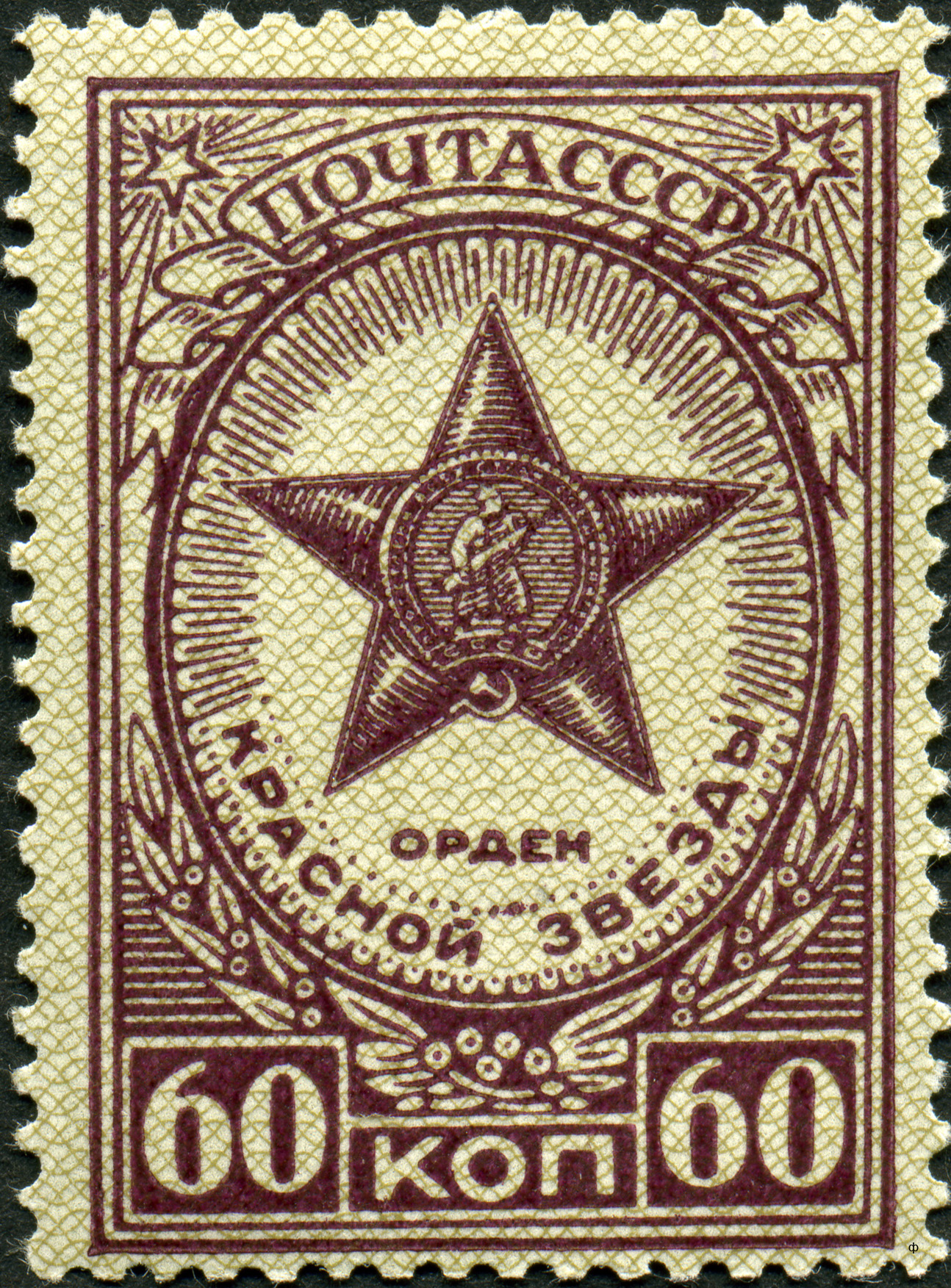
نمایی از تمبر دوران شوروی با تصویر نشان ستاره سرخ در سال ۱۹۴۶